# Instytut Gospodarki Światowej
Instytut Gospodarki Światowej – jednostka organizacyjna Komisji Planowania przy Radzie Ministrów, istniejąca w latach 1979–1981, powołana w celu prowadzenia badań nad stanem gospodarki światowej, analizowania międzynarodowych stosunków ekonomicznych i finansowych oraz określenia wpływu współpracy gospodarczej z zagranicą na gospodarkę Polski.

## Powołanie Instytutu
Na podstawie zarządzenia Prezesa Rady Ministrów z 1979 r. w sprawie utworzenia Instytutu Gospodarki Światowej ustanowiono Instytut. Powołanie Instytutu miało ścisły związek z obwieszczenie Ministra Nauki, Szkolnictwa Wyższego i Techniki z 1975 r. w sprawie ogłoszenia jednolitego tekstu ustawy z dnia 17 lutego 1961 r. o instytutach naukowo-badawczych.
Instytut podlegał Komisji Planowania przy Radzie Ministrów. Siedzibą Instytutu było m. st. Warszawa.

## Zadania  Instytutu
Zadaniem Instytutu było rozwijanie badań nad strategią rozwojową kraju w zakresie stosunków gospodarczych z zagranicą, a w szczególności:
- prowadzenie badań głównych tendencji rozwojowych gospodarki światowej,
- określanie kierunków rozwoju gospodarczego i procesu integracji państw,
- podejmowanie problemów współpracy gospodarczej Polski z innymi państwami,
- wypracowanie zasad współpracy z krajami uprzemysłowionymi i rozwijającymi się krajami świata.

W wykonywaniu swych zadań Instytut współpracował z Polską Akademią Nauk na podstawie zawartego porozumienia.

## Zniesienie Instytutu
Na podstawie zarządzenie Prezesa Rady Ministrów z 1981 r. w sprawie likwidacji Instytutu Gospodarki Światowej zniesiono Instytut.